# BM Aragón
CAI BM Aragón er en håndboldklub, fra Zaragoza, Aragón i Spanien. Klubben spiller for tiden i Liga ASOBAL, hvortil de rykkede op fra Honor Division B efter 2004/2005-sæsonen

## Halinformation
- Navm: – Principe Felipe Arena
- By: – Zaragoza
- Kapacitet: – 12,000 tilskuere
- Adresse: – Plza Ángel Sanz Briz 16, 1ºA